# Vulstem
Een vulstem is een register van een pijporgel, waarbij niet de grondtoon maar een andere toon weerklinkt. 

## Soorten
- Er zijn enkelvoudige vulstemmen, de aliquoten, zoals de Terts (1 3/5') en de Kwint (2 2/3'). Ze hebben één pijp per toets en geven slechts de boventoon aan.

- De meervoudige of samengestelde vulstemmen verenigen verschillende boventoonreeksen in één register. Zo'n vulstem heeft dus voor elke toets twee of meer pijpen van verschillende toonhoogte. Het aantal rangen (pijpen per toets) wordt aangegeven in de dispositie, veelal in romeinse cijfers, bijv. Mixtuur IV of Mixtuur 5r.. Men spreekt dan van respectievelijk "vier sterk" of "vijf sterk". De mixtuurregisters geven aan het volle spel of 'plenum' een schittering in de klank. Ze hebben de namen: mixtuur, cymbel, ruispijp, scherp. Samengestelde registers waarin de terts een belangrijke rol speelt, zijn de Cornet, de Sesquialter en de Tertiaan.  De Cornet is een samengestelde vulstem, maar heeft een wijde fluitmensuur en wordt eerder gebruikt als een soloregister. Daarnaast is er de Sesquialter, met een prestantmensuur, samengesteld uit een kwint en een terts (2 2/3' en 1 3/5'), een typisch barokregister. De Tertiaan is eveneens samengesteld uit een terts (1 3/5') en kwint (1 1/3'). Een Carillon is een drie-sterk discantregister (4', 1 3/5' en 1').

## Gebruik
Vulstemmen worden vooral tot kleuring van de klank gebruikt en worden dus niet alleen, maar slechts in combinatie met grondstemmen gebruikt.
Aliquot · Bourdon · Chamadewerk · Cornet · Cymbelster · Dulciaan · Fluit · Gedekt · Grondstem · Hobo · Holpijp · Mixtuur · Nachtegaal · Prestant · Roerfluit · Salicionaal · Strijkers  · Subbas · Tolkaan · Voix céleste · Vulstem